# 波木健太郎
波木 健太郎（なみき けんたろう）は、日本のアメリカンフットボール選手。ポジションはクォーターバックおよびパンター。身長185cm　体重86kg。
駒場学園高等学校→早稲田大学→ケルン・センチュリオンズ→アサヒビールシルバースター。
| スタブアイコン | サブスタブ | この項目は、まだ閲覧者の調べものの参照としては役立たない、人物に関連した書きかけの項目です。この項目を加筆・訂正などしてくださる協力者を求めています（P:人物伝/PJ:人物伝）。 |